# Matayba obovata
Matayba obovata är en kinesträdsväxtart som beskrevs av R.L.G.Coelho, V.C.Souza & Ferrucci. Matayba obovata ingår i släktet Matayba och familjen kinesträdsväxter. Inga underarter finns listade i Catalogue of Life.